# Nicolas Jenson

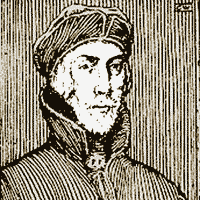
Portret van Nicolas Jenson

Nicolas Jenson (Sommevoire, circa 1420 – Venetië, 1480) was een Frans stempelsnijder, typograaf avant la lettre, drukker, uitgever en boekhandelaar. Jenson bezat sinds 1470 in Venetië een drukkerij. Hij was de eerste drukker die volledig voor ons herkenbare letters gebruikte en zijn letterontwerp heeft veel invloed gehad.
Zelf spelde hij aan het eind van zijn leven zijn voornaam gelatiniseerd als Nicolaus. Ook de spelling Nicholas komt voor, evenals de verschrijving Janson (naar de Nederlandse 17e-eeuwse drukker Anton Janson).

## Leven
Van zijn leven is weinig met zekerheid bekend. Hij is geboren in Sommevoire in Frankrijk, maar zijn geboortejaar is onbekend. Het jaar 1420 is een schatting vanuit het idee dat hij bij zijn dood toch wel 60 jaar oud zal zijn geweest. Er zijn geen portretten van hem bekend. Over hoe hij het drukkersvak heeft geleerd doen verschillende verhalen de ronde, waarvan het meest waarschijnlijke hieronder beschreven staat.
Pas vanaf dat hij in 1470 in Venetië boeken drukte en uitgaf is meer van hem bekend, hoewel nog steeds nauwelijks iets persoonlijks. In 1480 heeft hij zijn testament opgemaakt, hetgeen bewaard is gebleven (zie externe link). Hij is datzelfde jaar gestorven, de datum is onbekend, maar hij is begraven in de kerk van Santa Maria della Grazie. Hij moet, gezien het testament, gewoond hebben in de parochie van Sint Cancianus, deze kerk is later echter geheel herbouwd, zodat ook daar de sporen van Jenson zijn uitgewist. Zijn drukkerij moet daar ergens hebben gestaan, maar het adres is niet bekend. Wel zijn er nog volop gebouwen uit Jensons tijd intact, misschien ook wel het pand waarin de drukkerij gevestigd is geweest. (Luchtfoto van de kerk op de coördinaten 45° 26′ 24″ NB, 12° 20′ 19″ OL; de parochie van Cancianus beslaat vooral het 'eiland' ten zuidwesten hiervan.)

### Leren drukken
Rond 1450 is in Mainz de drukkunst ontwikkeld of verbeterd door Johannes Gutenberg. De Franse koning Karel VII vond dat ook in Frankrijk deze nieuwe kunst beoefend moest worden en hij stuurde iemand naar Mainz om het vak te leren. (Of af te kijken, het zou best een vroeg geval van industriële spionage kunnen zijn geweest.) Jenson was degene die in 1458 naar Mainz werd gezonden, hij werkte namelijk als graveur bij de munt van Troyes en bezat zodoende ervaring die bruikbaar was bij het lettersnijden. Bij welke drukker(s) hij is geweest weten we niet. Na de dood van koning Karel moest hij terugkeren naar Frankrijk. Hij had volgens zeggen weinig zin naar Frankrijk terug te keren en zou enige tijd in Frankfurt of Keulen hebben geleefd.
Hoeveel van dit verhaal op feiten berust en hoeveel verzonnen is, is onduidelijk.

### Drukkerij in Venetië
Vanaf 1470 heeft hij met zekerheid een drukkerij in Venetië; hij zou daar tussen 1467 en 1470 begonnen zijn. Misschien heeft hij eerst gewerkt bij de gebroeders von Speyer die uit Mainz naar Venetië waren gegaan. Zij hadden in 1469 van de stad het monopolie gekregen op drukwerk, maar door de dood van een van hen ging hun drukkerij ter ziele en wellicht is Jenson in het ontstane gat gesprongen. Ook anderen richtten drukkerijen op. Drie jaar na aanvang van het Venetiaanse drukken waren al elf drukkerijen in de stad gevestigd.

## Boekproductie

### De Eusebius
Wellicht in de maand mei van 1470 verschijnt zijn debuut, de De Evangelica Praeparatione van Eusebius van Caesarea. Dit boek geldt als een van de fraaiste incunabelen, in ieder geval is het het eerste gedrukte boek met een volledig herkenbare romein (rechtopstaande niet-gotische letter). Het is een kloek boek met zeer brede witmarges om de tekst heen. De letters zijn voor onze begrippen fors, in moderne maat 15,9 punten. Van het boek zijn nog 74 exemplaren in allerlei bibliotheken aanwezig, waarvan twee in Nederland (één in Museum Meermanno-Westreenianum, het andere in particulier bezit).

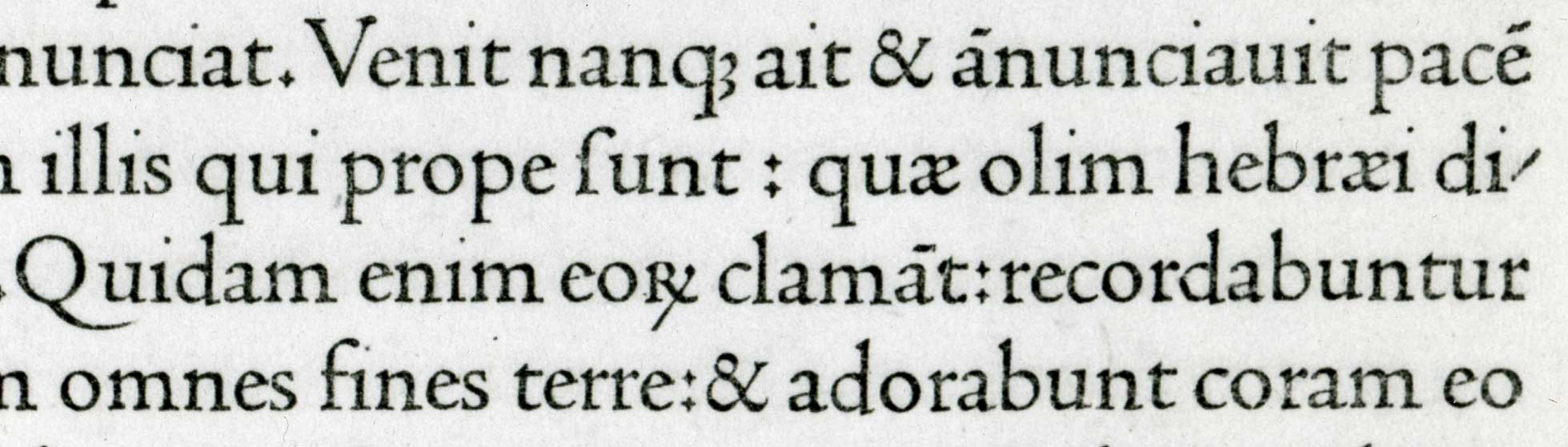
Gedeelte van een van de eerste pagina's van de Eusebius, in 1470 gedrukt door Nicolas Jenson in Venetië.

Soms worden andere uitgaven uit 1470 als zijn eerste boek genoemd, maar aan de hand van de letter 't' kan beslist worden dat het de Eusebius moet zijn. Vanaf de tweede helft van het boek en in alle andere uitgaven komt namelijk een iets andere versie van de 't' voor, bovendien is het zetsel in de Eusebius het gaafst.

### Massaproductie
De Epistolae ad Brutum, Atticum et Quintum Fratrem van Cicero is waarschijnlijk zijn tweede uitgave, in 1470 volgen er vervolgens nog twee. Bij elkaar heeft hij in een decennium zo'n 150 uitgaven het licht doen zien. In 1470 betekende dit het drukken van 264 verschillende bladen, in 1471 waren het er al 602. De oplages zijn onbekend (zie echter de afbeelding van de Plinius), maar geschat wordt (zie Lowry) dat de drukkerij in 1471 al zo'n 180.000 vel papier bedrukte en dat het er in de tweede helft van 1477 zo'n 270.000 zouden kunnen zijn geweest. Een moderne pers met vergelijkbaar drukformaat doet daar 'slechts' een week over, maar in de tijd van het handwerk betekende het waarschijnlijk dat in de drukkerij zeker tien persen in gebruik waren, met bij elke pers twee of drie drukkers. Zo'n team kon in een dag 250 à 300 vel bedrukken.

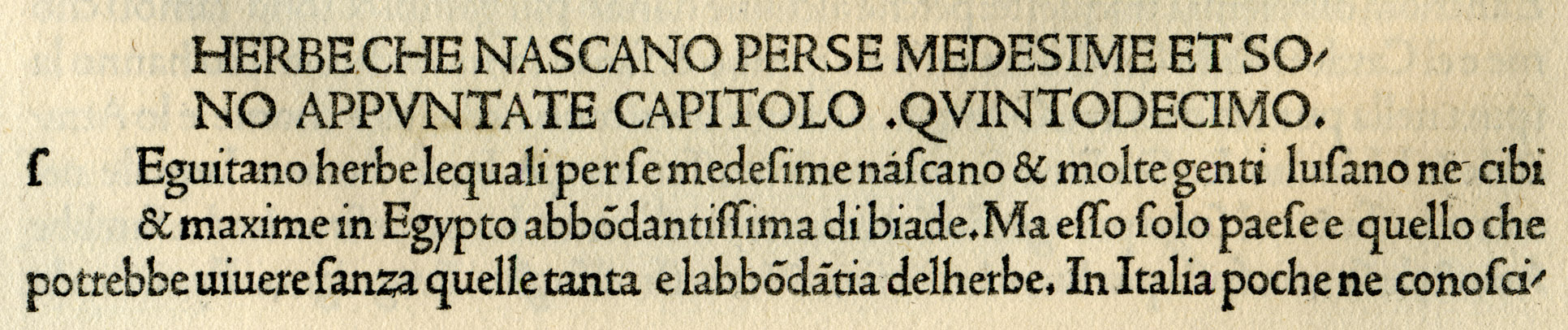
Uitgave uit 1476 van Plinius de Oudere 'in fiorentina' (in het Italiaans). Gedrukt in een oplage van 1025.

Het heeft dus maar een paar decennia vanaf Gutenberg gekost om tot massaproductie te komen. Of Jenson zelf in het begin aan de pers gestaan heeft weten we niet, later had hij in elk geval volop personeel in dienst.
De internationale incunabelencatalogus geeft 111 door Jenson uitgegeven werken (zie externe link).

## Letterontwerp
In de begintijd van de boekdrukkunst had elke drukkerij eigen letters. Jenson zal zelf degene geweest zijn die de letters van 1470 gesneden heeft en ook de latere ontwerpen zal hij gemaakt hebben. Dat waren een Griekse letter in 1471, een gotische letter in 1474 en nog allerlei varianten, opvallend genoeg vooral gotische letters.

### De letter van de Eusebius
De eerste drukletters waren gotische letters, in navolging van het gebruikelijke handschrift in Duitstalige streken in die tijd. In Italië werd echter het humanistisch schrift gebruikt, waarvan de kleine letters teruggaan op de Karolingische minuskel en de hoofdletters op Romeinse kapitalen. In 1468 waren de drukkers Sweynheym en Pannartz in Rome de eersten die dit humanistische schrift in drukwerk probeerden toe te passen, maar hun letters zijn een mengsel van humanistische en gotische elementen. In 1469 sneden de gebroeders de Spira (Von Speyer) in Venetië letters die nog maar heel weinig Gotische elementen bevatten en in 1470 kwam dan Jenson met zijn 'echte' romein. Beter is om het andersom te benoemen: Jensons letter van 1470 was zo'n evenwichtig ontwerp dat na hem niemand het nodig vond een betere versie van het humanistisch schrift te ontwerpen.
Het is niet bekend welke voorbeelden Jenson heeft gebruikt bij het snijden van zijn letters, evenmin weten we of hij zelf een kalligraaf was die normaliter humanistisch schrift gebruikte. In de afbeeldingen hierboven is te zien dat alle letters voor ons 'normaal' zijn – ongewoon zijn slechts de in die tijd gebruikelijke 'lange s', de vierkante punten en het gebruik van veel afkortingen en ligaturen.
De letter is niet alleen fors, maar loopt ook erg breed. Verder valt op dat de tekst kompres gezet is, dat wil zeggen dat er tussen de staartletters van de ene regel (p, g, q) en de stokletters van de volgende regel (k, l, b enzovoort) nauwelijks ruimte zit. Of in andere woorden: hij paste geen extra interlinie, geen extra wit toe tussen de regels.
De afbeelding van de Eusebius toont het eind van een paar regels en deze vertonen geen perfecte rechter kantlijn. In zijn eerste boek beheerste Jenson deze kunst blijkbaar nog niet, in latere werken wel.
Een van de opvallende dingen is ook de 'e' met een schuin oplopend streepje. Opvolgers van Jenson hebben het streepje veelal horizontaal gemaakt. De letters met een oplopend streepje worden in letterclassificaties Venetianen of humanen genoemd.

### Andere letters
Alle latere ontwerpen van Jenson lopen minder breed, zijn wat kleiner en er valt dus zuiniger mee te werken. Het is opvallend dat na het monumentale begin blijkbaar direct de noodzaak werd gevoeld om iets economischer met het papier om te gaan, om meer tekst op een bladzij te kunnen zetten en kleinere boekjes te kunnen maken. De prijzen van de Venetiaanse boeken zijn dan ook pijlsnel gedaald.

## Invloed
De drukkers die tegelijk met Jenson drukten konden Jensons kwaliteit zelden evenaren. Pas met Aldus Manutius kwam er aan het eind van de 15e eeuw weer drukwerk van zeer hoge kwaliteit. Aldus' letters (of nauwkeuriger: die van zijn lettersnijder Francesco Griffo) bouwden voort op het ontwerp van Jenson, maar ze lopen een stuk smaller. Van Manutius gaat de ontwikkeling verder met Claude Garamond en diens opvolgers. De hoofdlijnen van het ontwerp van Jenson zijn echter steeds onaangetast gebleven.
Eind 19e eeuw greep William Morris uit onvrede over het drukwerk van die tijd terug op het ontwerp van Jenson. Ook een aantal andere private presses maakten een eigen variant van dit ontwerp (Kelmscott-press, Doves-press, Bremer-Presse, Cranach-Presse). Als vervolg daarop hebben verschillende lettergieterijen Jensonachtigen uitgebracht. Vooral bekend, én nog steeds in gebruik, zijn Bruce Rogers' Centaur van 1914, Morris Fuller Bentons Cloister Old Style van 1926, en Robert Slimbachs Adobe Jenson van 1996, benevens een aantal ontwerpen die niet vrij in de handel zijn.

### Kritiek
Bij typografen, letterontwerpers en andere lettergekken is er een 'Jenson-kamp' en een 'Manutius-kamp', waarbij eerstgenoemden het werk van Jenson als de fraaiste incunabelen beschouwen, terwijl de anderen het werk van Manutius (iets) boven dat van Jenson plaatsen. Het grootste verschil tussen beide ontwerpen zit in de hoogte van de kapitalen, zo vond Stanley Morison (mede-ontwerper van onder meer de Times New Roman) Jensons kapitalen veel te groot. Inderdaad zijn ze stukken groter dan de kapitalen in veel humanistische handschriften en ze ogen daardoor nogal lomp, zeker in vergelijking met het werk van Manutius.

## Moderne versies
Van allerlei oude boekdrukletters, zoals die van Jenson, Manutius, Garamond en Plantijn, bestaan er meer of minder nauwgezette moderne varianten. Ontwerpers lopen tegen allerlei keuzes aan bij het maken van een moderne versie, onder meer doordat de boekdruk-/hoogdruktechniek niet meer bestaat. Over de bedoelingen van Jenson zelf en de technische en esthetische keuzes die hij heeft gemaakt is niets bekend, we kunnen slechts kijken naar de gedrukte resultaten.

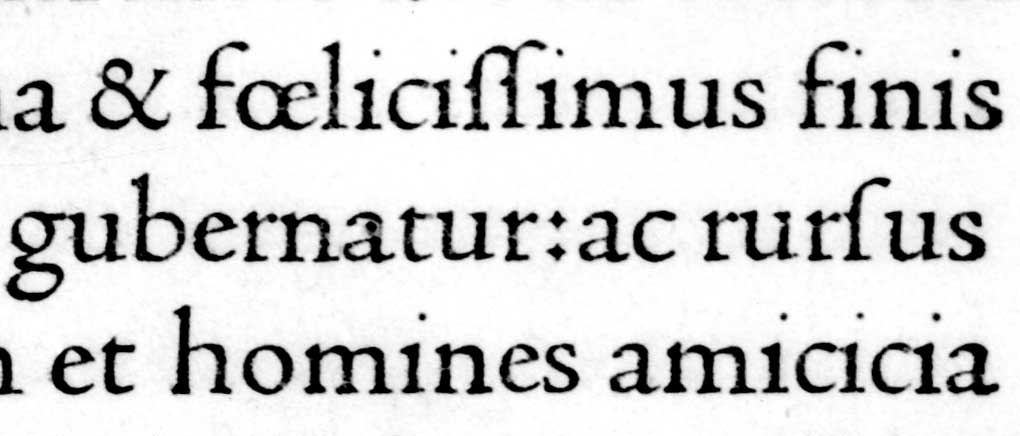
Detail van de Eusebius, 1470.

- In hoogdruk wordt de inkt boven op de loden letterstaafjes aangebracht en bij het drukken wordt de inkt iets over de rand van de letter geperst, waardoor de gedrukte letter iets vetter is dan het metalen staafje. Het handwerk anno 1470 leidde niet tot perfect egale inkting; bij letters met weinig inkt kunnen we zien hoe de letterstaafjes waren (aan de moet in het papier), andere letters ogen ronduit vet. Laat het letterstaafje Jensons bedoeling zien, of heeft hij de stempels zodanig gesneden dat zijn bedoeling in gemiddeld geïnkte letters tot uiting komt?
- Geen twee exemplaren van een bepaalde letter zijn bij handwerk hetzelfde, terwijl in moderne technieken letters (meestal) allemaal gelijk zijn. Welke a, b, c van Jenson kies je als voorbeeld?
- Gutenberg drukte roetzwart, maar Jenson niet. Het kan zijn dat hij die kunst niet verstond, het kan echter ook dat hij bewust 'tegen zwart aan' drukte, bijvoorbeeld omdat handschrift ook niet egaal zwart is. Bij hoogdruk en offsetdruk kan iedere tint gemaakt worden, maar op een laserprinter is er sprake van zwart of wit, met niets ertussenin. Houd je daar rekening mee in het ontwerp?
- In de rondingen kun je vaak zien dat Jenson met de hand sneed, er zit af en toe een klein ongelijkmatigheidje. Neem je dat over of 'corrigeer' je het, vanuit het idee dat Jenson vast en zeker een egale ronding bedoelde?
- In hoeverre was het Jensons bedoeling de handschriftvormen te reproduceren? Bij het namaken van Jensons letters kan meer of minder rekening gehouden worden met kalligrafische vormen.
- De letters hellen bij Jenson een tikkeltje naar rechts. Bij moderne letters is dat ongebruikelijk, een van de weinige uitzonderingen is de trinité van Bram de Does, die kalligrafischer is dan Jenson maar waarvan de helling van de letters en de schreefvormen wel aan Jenson doen denken. De helling bij Jenson is bij alle letters ietsje anders, maak je dat gelijkmatig?
- Alle schreven zijn anders, maak je ze aan elkaar gelijk? Bij moderne ontwerpen worden de schreven meestal geheel gelijk aan elkaar gemaakt. Dat zou bij een namaak-Jenson ook kunnen, maar het zou best kunnen dat de charme van het oude drukwerk juist zit in dat niet alles perfect is.

### Vergelijking
Vergelijk twee verschillende ontwerpen die de bedoeling hebben zeer nauw bij Jenson aan te sluiten (lange s is vervangen door f). De bovenste is in de handel, de tweede is van een private press. Door aanpassing van corpsgrootte, regelafstand en spatiegrootte zijn zo veel mogelijk letters van elk woord op het origineel van Jenson gelegd. Een probleem is dat bij Jenson de metalen letterstaafjes niet altijd even breed waren, dan wel dat door kleine stofjes de letters soms iets verder van elkaar af stonden dan elders. Een modern ontwerp kan daardoor bij het ene woord vrijwel perfect passen, terwijl dezelfde lettercombinatie in een ander woord niet past.

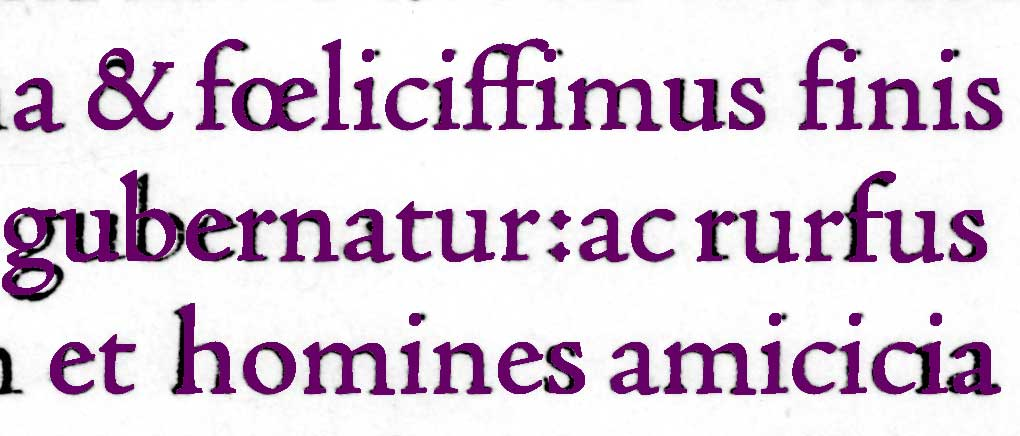
Detail van de Eusebius met in paars de Adobe Jenson.

In bovenstaand ontwerp is meer rekening gehouden met kalligrafische vormen dan het ontwerp hieronder, zie bijvoorbeeld de c en de f. In het bovenste ontwerp staat de punt op de i iets naar rechts, maar niet zo ver als bij Jenson. In het onderste ontwerp vormt de f automatisch ligaturen met i, k, l enzovoort.

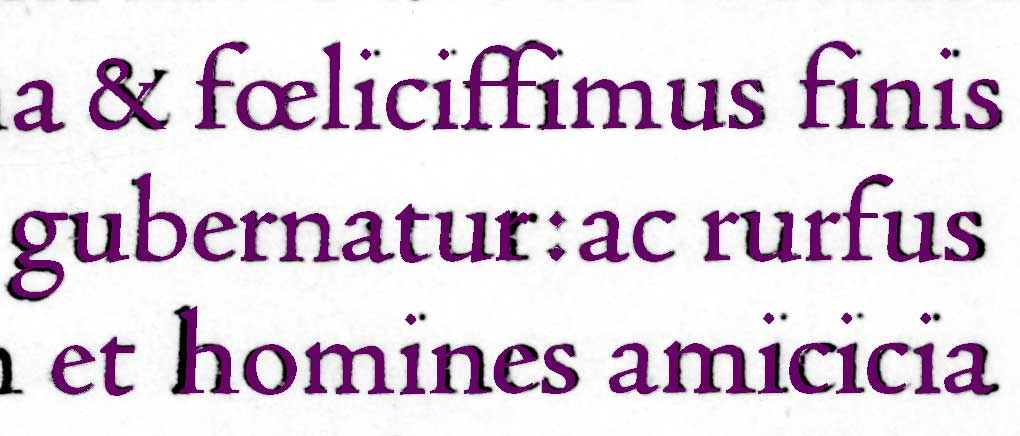
Detail van de Eusebius met in paars de Atalanta.

In onderstaande afbeelding worden drie ontwerpen getoond, omwille van de vergelijking is het woord in onderkast (kleine letters) bij alle drie even breed gemaakt. Vooral de breedte van het woord in kapitalen (hoofdletters) verschilt, de onderste is daarin helemaal niet Jensonachtig. De Centaur is niet bedoeld als een nieuwe versie van Jensons letters, maar is er wel door geïnspireerd. De Centaur is magerder en ietwat versierd.

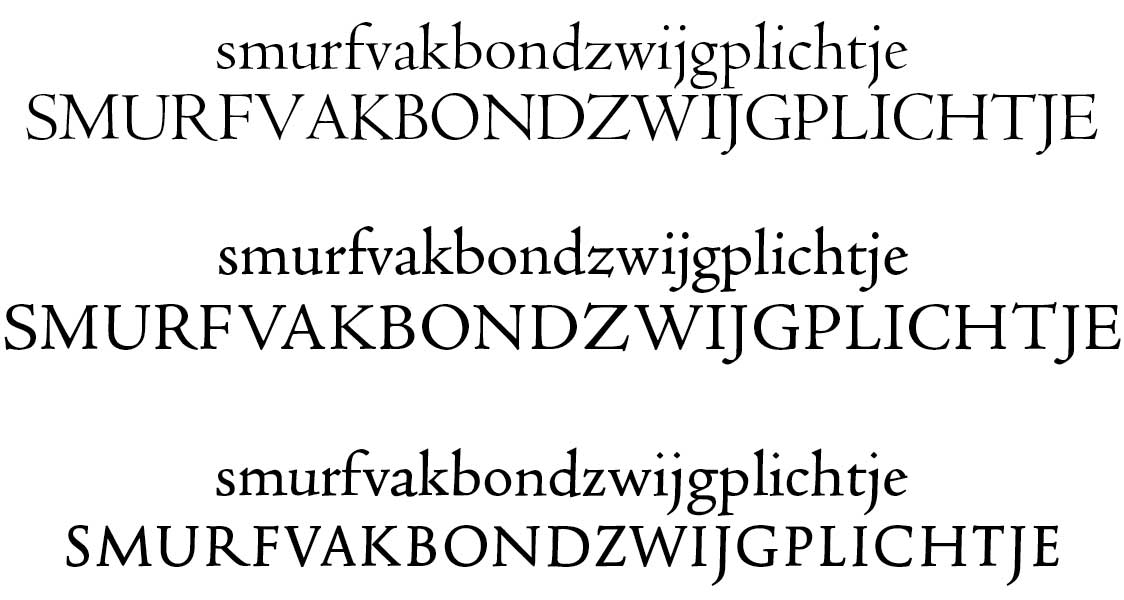
Vergelijk de Centaur (1914), de Adobe Jenson (1996) en de Atalanta (1995).